# Niemieckie Muzeum Szpiegów
Niemieckie Muzeum Szpiegów (niem. Deutsches Spionagemuseum) – to prywatne muzeum w Berlinie, poświęcone historii szpiegostwa (od starożytności do współczesności), które zostało stworzone przez byłego dziennikarza Franza-Michaela Günthera. Multimedialna ekspozycja zajmuje powierzchnię 3000 m². Otwarcie muzeum dla zwiedzających odbyło się 19 września 2015 roku. Muzeum znajduje się przy Leipziger Platz, dawniej ten teren leżał w obrębie Muru Berlińskiego i był nazywany „pasem śmierci”, ponieważ dzielił miasto na dwie części: Berlin Wschodni i Zachodni.
Niemieckie Muzeum Szpiegów w Berlinie jest jedynym tego typu muzeum w Niemczech. Kolekcja liczy ponad 1000 eksponatów. 300 z nich jest wystawionych na ekspozycji. Muzeum również działa jako instytucja edukacyjna.
Od momentu otwarcia w 2015 roku muzeum odwiedziło 1 000 000 osób. W 2020 roku muzeum zostało nominowane do nagrody Europejskiego Muzeum Roku.

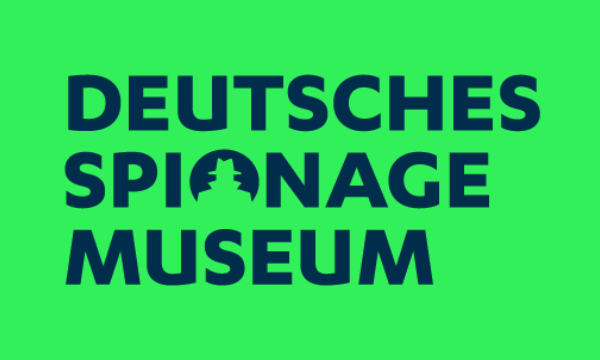
Oficjalne logo Niemieckiego Muzeum Szpiegów

## Historia powstania muzeum
Dziennikarz Franz-Michael Günther, zainspirowany mostem Glienicker, łączącym Poczdam i Berlin, na którym przebiegała granica pomiędzy Berlinem Zachodnim a Wschodnim i który był podczas zimnej wojny miejscem wymiany szpiegów pomiędzy Związkiem Radzieckim a Stanami Zjednoczonymi, postanowił stworzyć w Berlinie (nazywanym "stolicą szpiegostwa") muzeum poświęcone historii szpiegostwa.

### Siedziba muzeum

Wejście do muzeum

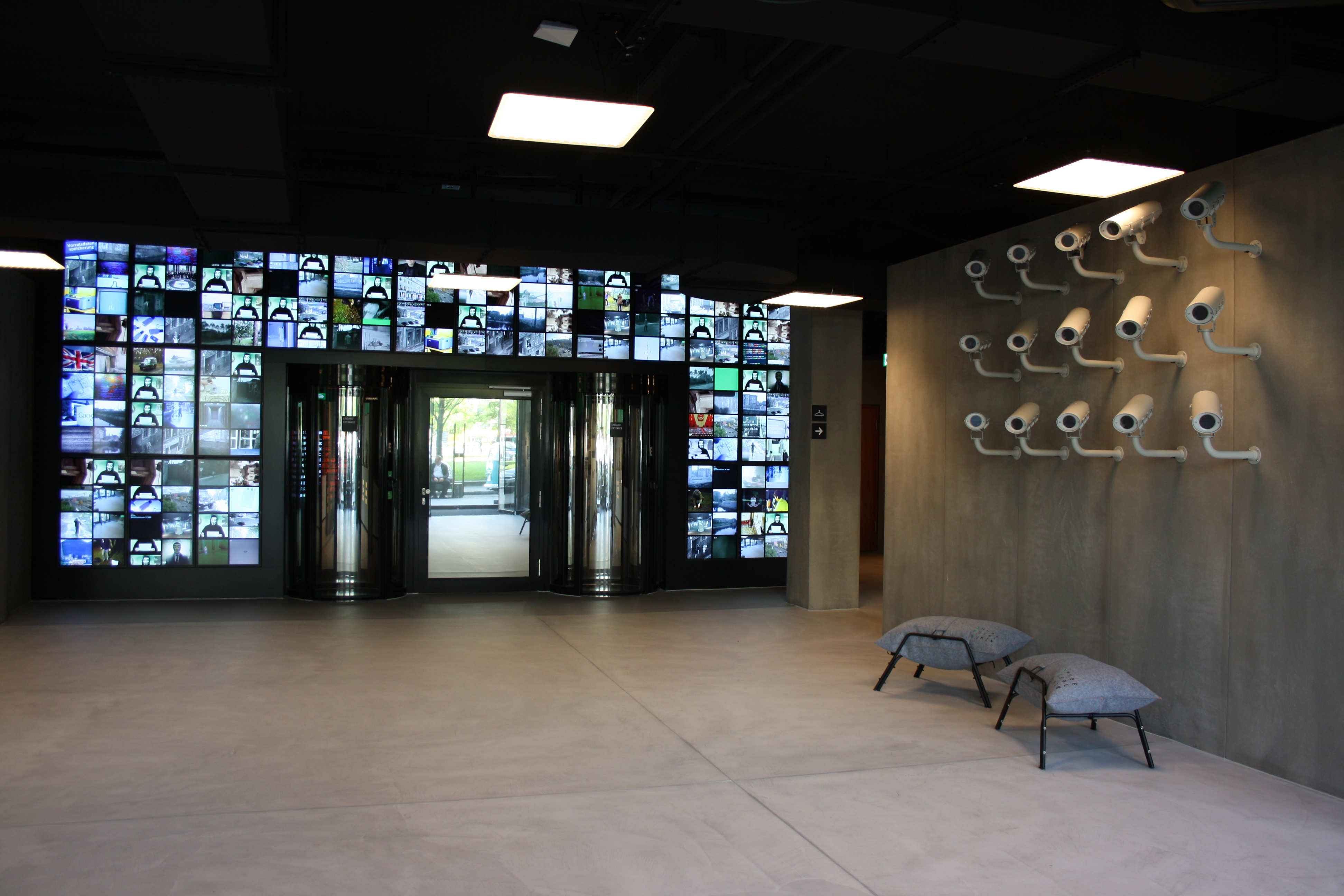
Wejście na ekspozycję

Günther zaczął kolekcjonować eksponaty dla przyszłego muzeum i szukać miejsca dla jego siedziby. Pod uwagę wzięto kilka lokalizacji: kompleks Hackesche Höfe, Wyspę Muzeów oraz barokowy Prinzessinnenpalais przy Unter den Linden. Ostateczna decyzja padła na Leipziger Platz, uzasadniono to tym, że muzeum będzie się mieściło tam, gdzie dawny „pas śmierci” – w czasach zimnej wojny była to ziemia niczyja, między wewnętrznym i zewnętrznym obwodem Muru Berlińskiego, na linii historycznego podziału Berlina. Taką lokalizację uznano za odpowiednią dla powstania Muzeum Szpiegostwa, także ze względu na okolicę, przyciągającą masy turystów (w pobliżu znajduje się Brama Brandenburska, Potsdamer Platz, Bundesrat, muzeum Martin-Gropius-Bau, Topografia Terroru, Kulturforum z Filharmonią i Neuer Nationalgalerie.
Dla muzeum został kupiony wówczas istniejący budynek, wcześniej zaprojektowany dla firmy logistycznej. Muzeum zaprojektował niemiecki architekt Frank Wittmer i studio dizajnu graficznego Bänfer Kartenbeck Oprogramowanie i sprzęt: Ars Electronica Solutions i Garamantis.
Franz-Michael Günther oficjalnie otworzył muzeum 19 września 2015 roku, ponad dziesięć lat od momentu, jak narodził się jego pomysł. Po otwarciu muzeum firma napotkała na pewne problemy finansowe związane z innowacyjnym modelem finansowania, co spowodowało jej tymczasowe zamknięcie. Jednak po starannym zaplanowaniu, muzeum zostało ponownie otwarte w lipcu 2016 roku jako Niemieckie Muzeum Szpiegów.

## Kontekst historyczny
W 1945 roku miasto Berlin zostało podzielone między NATO i ZSRR, co uczyniło z niego granicę zimnej wojny i ostatecznie stało się znane jako międzynarodowa stolica szpiegostwa. Zimna wojna nie była tradycyjną wojną – stare taktyki wojenne zostały zastąpione zmodernizowanymi urządzeniami i technologiami, takimi jak szpiegostwo i broń nuklearna. Informacja i wiedza stały się najważniejszą i najskuteczniejszą bronią w okresie zimnej wojny, co doprowadziło do powstania wyrafinowanych metod szpiegowskich, takich jak Operacja Gold.
W 1949 roku w Niemieckiej Republiki Demokratycznej (NRD) powstała Państwowa Służba Bezpieczeństwa zwana „Stasi”. Stasi była tajną organizacją policyjną, która ściśle monitorowała działalność swoich obywateli i innych państw. Aby potwierdzić swoją władzę i dominację w NRD, Stasi wykorzystała rozległą sieć cywilów do szpiegowania się nawzajem w celu zbierania informacji o podejrzanych. Do lat pięćdziesiątych Stasi rozwinęła ogromną sieć 274 000 zatrudnionych szpiegów i agentów.

## Ekspozycja
Na ponad 3000 metrach kwadratowych muzeum prezentuje dużą liczbę rzadkich eksponatów z gromadzonej przez wiele lat kolekcji i misternie wykonanych replik, które są prezentowane na multimedialnej ekspozycji. Wśród nich m.in. można zobaczyć: aparaty fotograficzne w szmince do ust, mikrofony w biustonoszu, strzelające długopisy, maszynę szyfrującą Enigma, oryginalne rekwizyty z filmów Jamesa Bonda i wiele innych.
Ponieważ głównym celem ekspozycji jest edukacja, jest ona zaprojektowana w porządku chronologicznym. Mimo tego że historia szpiegostwa na ekspozycji została przedstawiona od czasów starożytności, jednak najwięcej uwagi, ze względu na historię Berlina, zostało poświęconej metodom szpiegowskim podczas zimnej wojny.
Oprócz dużej liczby przedmiotów, dokumentów i filmów, pozyskanych z prywatnych kolekcji i archiwów publicznych, na wystawie można również zapoznać się ze zeznaniami współczesnych czołowych agentów i ekspertów dzięki wywiadom filmowym, wyprodukowanym specjalnie dla muzeum. Także na ekspozycji zwiedzający mogą zapoznać się z różnego rodzaju sposobami gromadzenia i przekazywania tajnych informacji wywiadowczych.
Przy wejściu do muzeum znajdują się kamery bezpieczeństwa, które obserwują zwiedzających z góry. Te kamery podkreślają kwestię nadzoru, bezpieczeństwa i gromadzenia danych, które dotyczą każdego człowieka we współczesnym świecie. W muzeum także można przejść przez pokój z laserami.

### Zakres tematyczny ekspozycji

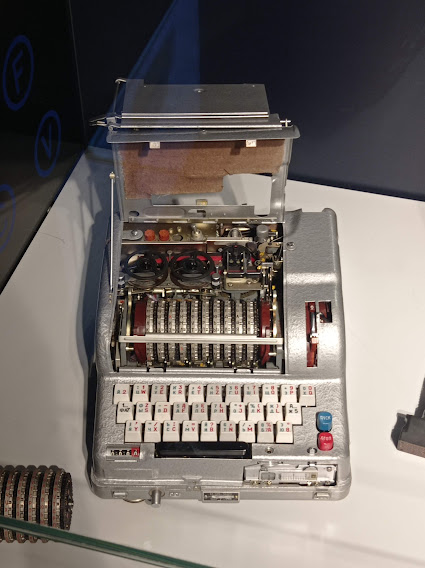
Radziecka maszyna szyfrująca "Fiałka"

1. Radziecka maszyna szyfrująca "Fiałka"Historia szpiegostwa od starożytności do współczesności
2. I wojna światowa
3. II wojna światowa
4. Kryptologia, Kod Morse’a, radio
5. Zimna wojna (tajne służby we wschodnich i zachodnich Niemczech)
6. Sprzęt szpiegowski
7. Szkolenie szpiegowskie
8. Urządzenia podsłuchowe
9. Kamery szpiegowskie
10. Zwierzęta wykorzystywane jako szpiedzy, m.in. gołębie
11. Teorie spiskowe i szpiegostwo
12. Most Glienicke (wymiany szpiegowskie)
13. Tajne służby i trucizna
14. 007 – szpiegostwo w filmach
15. Podwójni agenci
16. Operacje tajnych służb
17. Szpiegostwo w teraźniejszości i przyszłości[19]

### Enigma
Maszyna Enigma była najsłynniejszą maszyną szyfrującą II wojny światowej. Urządzenie zostało wynalezione w 1918 roku przez niemieckiego inżyniera Arthura Scherbiusa.
W muzeum można obejrzeć jeden z modeli maszyny Enigma 1 z 1923 roku, początkowo używanej przez wojsko niemieckie.

### Radziecka maszyna szyfrująca "Fiałka"
Fiałka to elektromechaniczna maszyna szyfrująca z wirnikiem, stworzona przez ZSRR w latach 50. XX wieku, która była używana podczas zimnej wojny. Większość maszyn została zniszczona, ale jedna z ocalałych Fiałek jest wystawiona w Niemieckim Muzeum Szpiegów. Projekt Fiałki jest w dużej mierze oparty na projekcie Enigmy.

### Bułgarski parasol
Georgi Markow był bułgarskim pisarzem i krytykiem komunizmu. 7 września 1978 roku Markow został zastrzelony trucizną w Londynie przez mężczyznę z parasolką (w jego zakończeniu wbudowano igłę), który był związany z KGB.

## Galeria

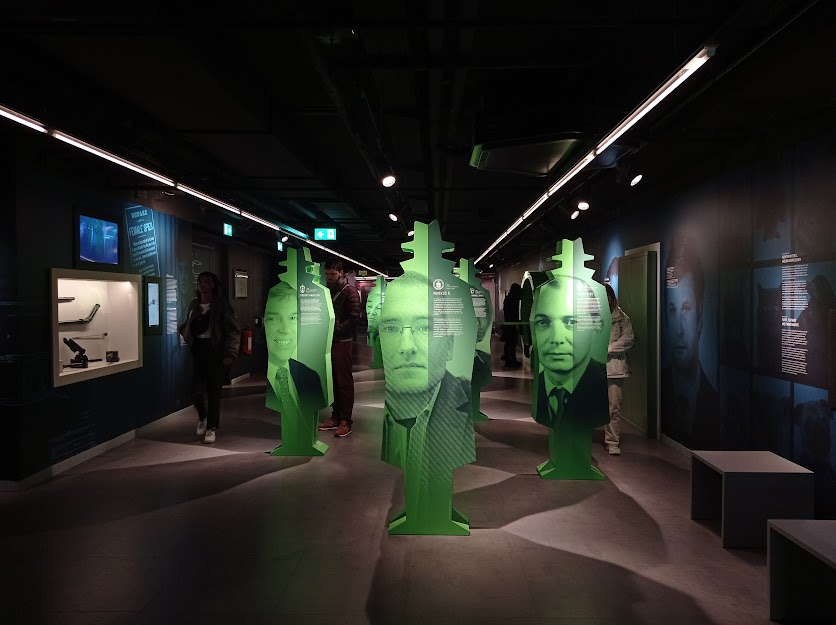
Ekspozycja muzeum
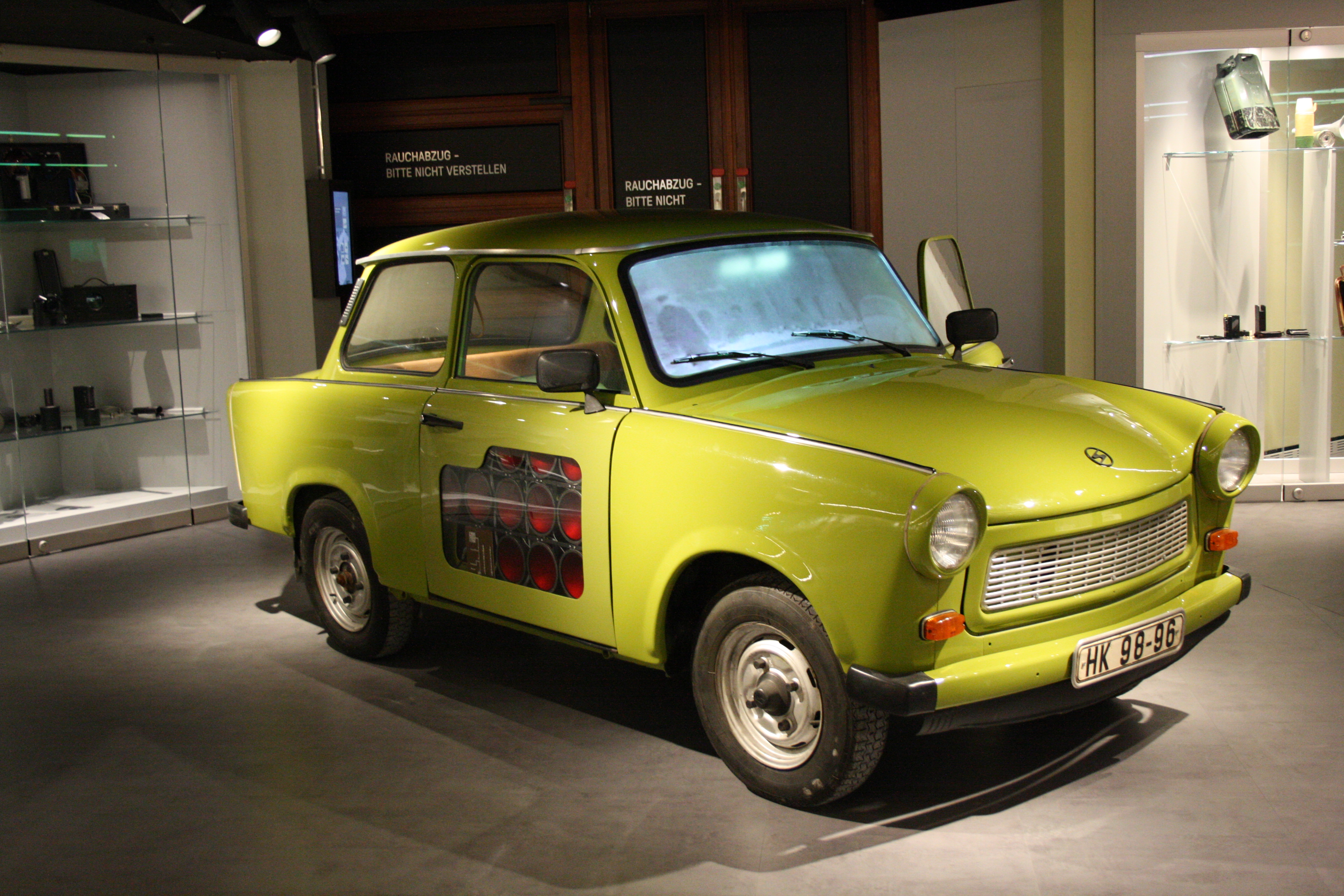
Trabant na ekspozycji
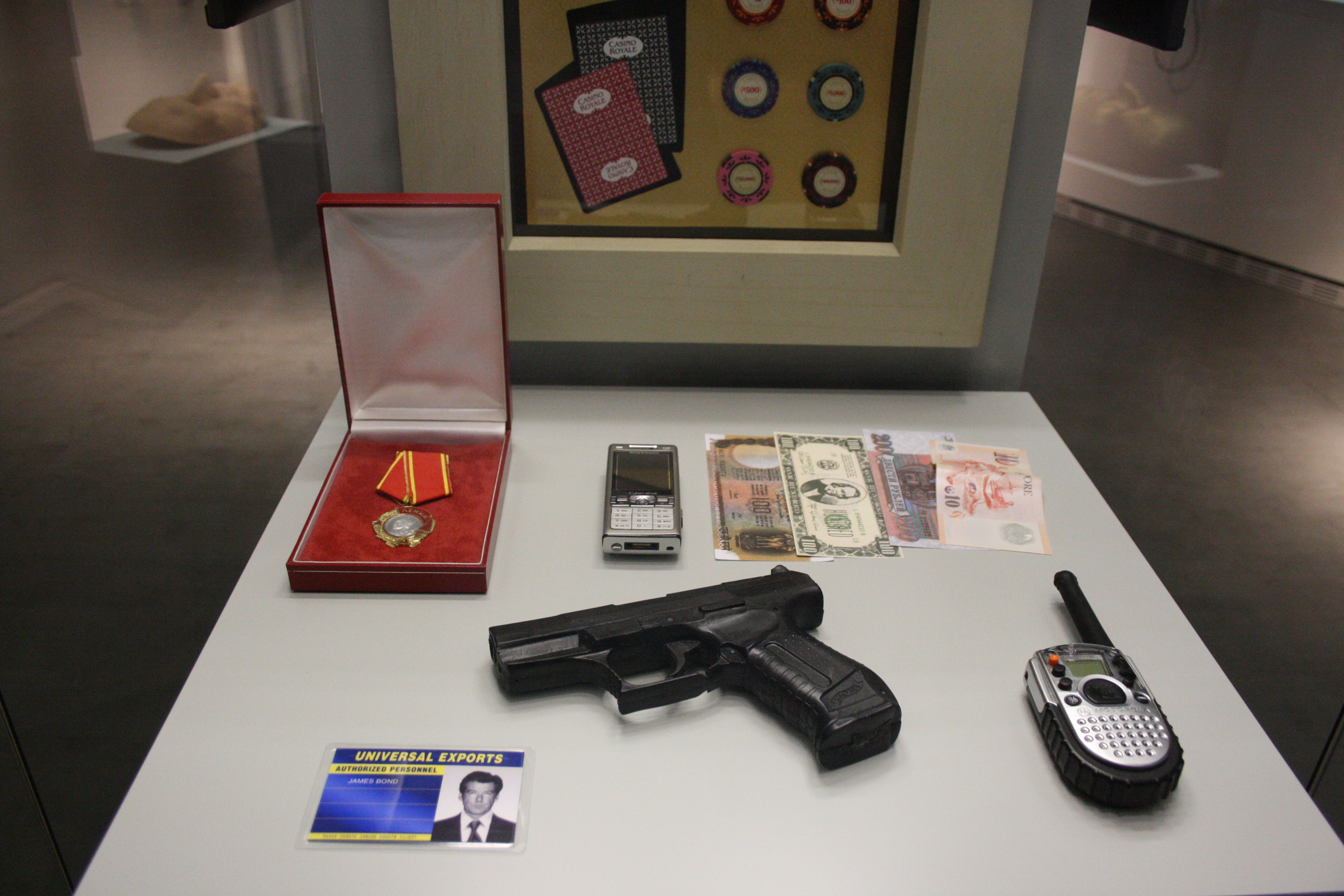
Rekwizyty Jamesa Bonda
Fragment makiety Mostu Glienicke
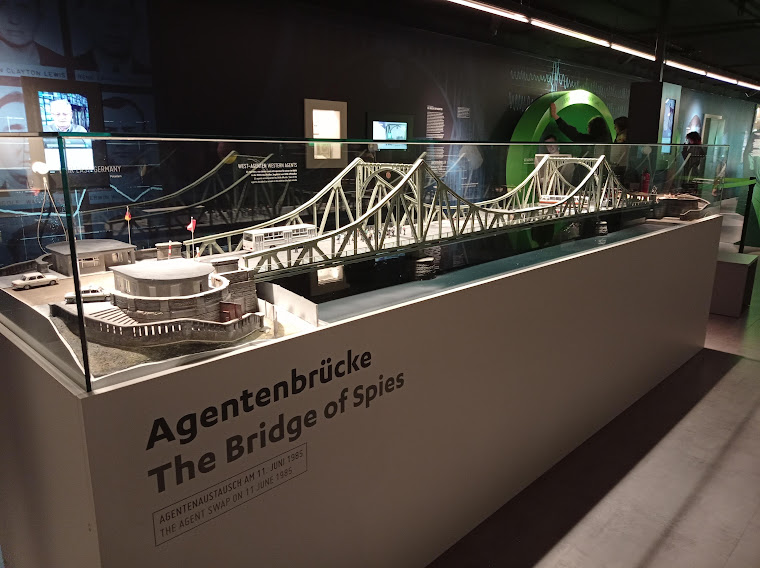
Makieta Mostu Glienicke
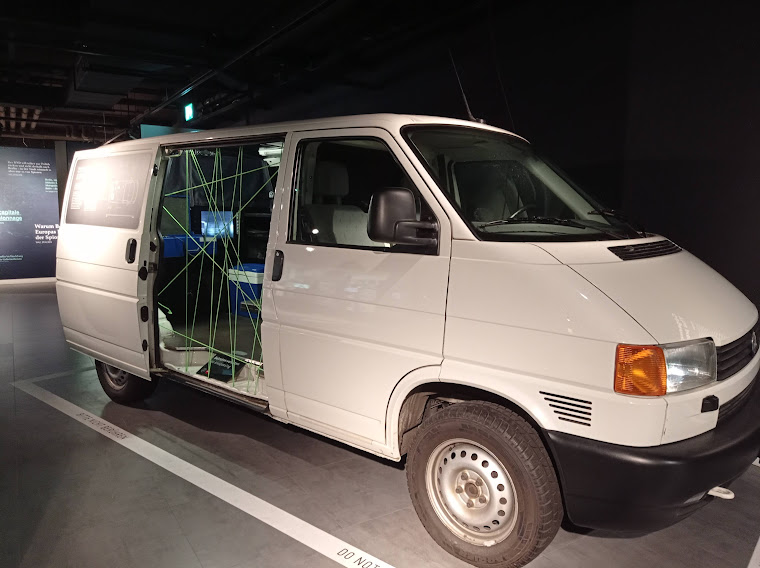
Szpiegowski pojazd
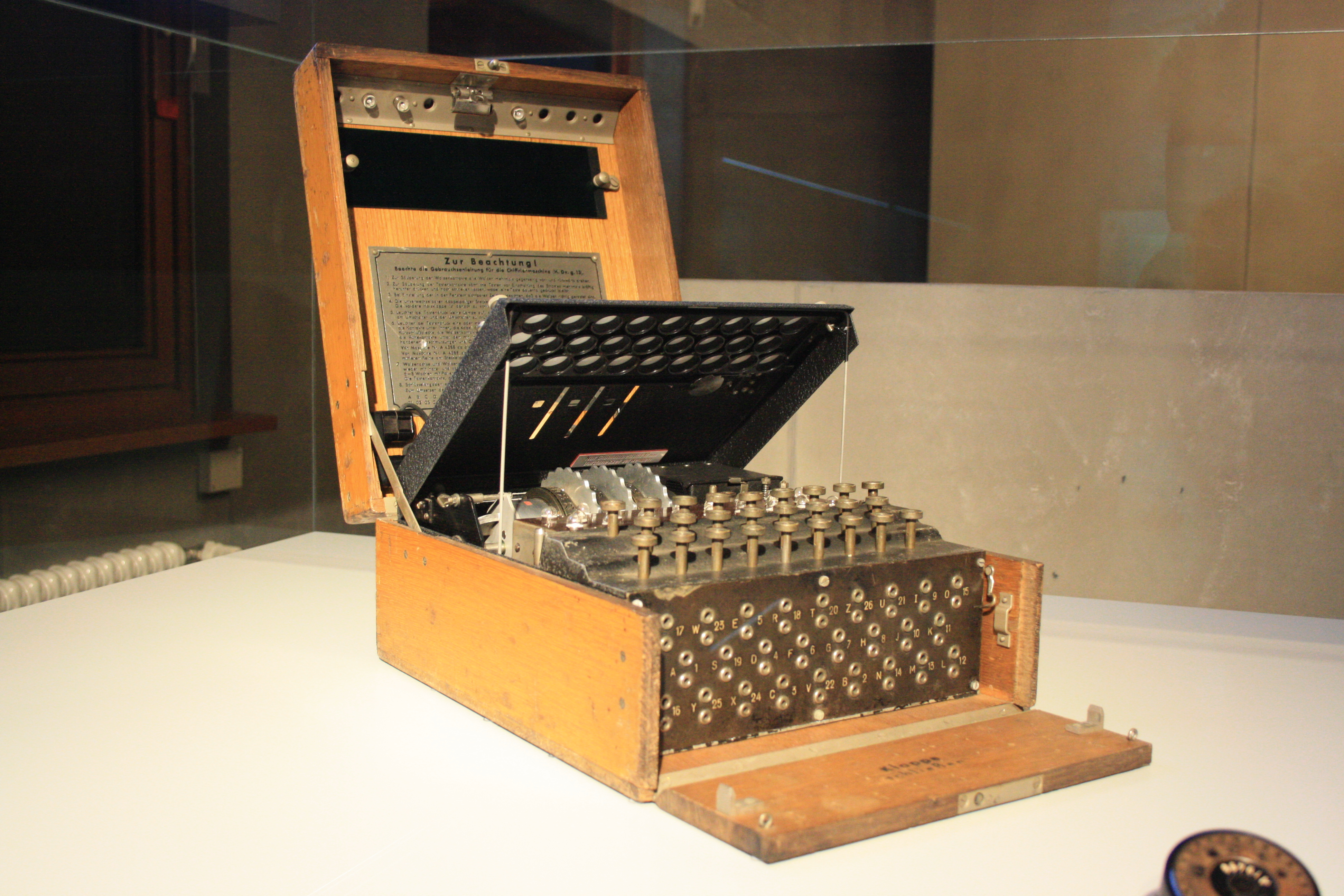
Szyfrująca maszyna Enigma
Pokój z laserami
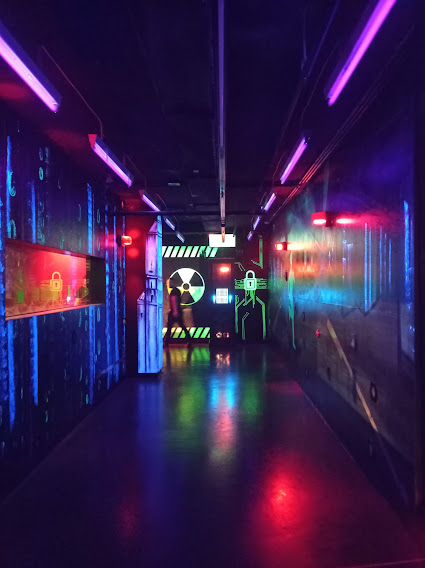
Pokój z laserami